# Cornelia Schmachtenberg
Cornelia Schmachtenberg (* 17. Februar 1991 in München als Cornelia Pielow) ist eine deutsche Politikerin (CDU). Seit Juni 2022 ist sie Abgeordnete im Schleswig-Holsteinischen Landtag.

## Leben
Cornelia Schmachtenberg wuchs in Koblenz auf und legte dort 2009 das Abitur ab. Von 2009 bis 2013 studierte sie Agrarwissenschaft an der Christian-Albrechts-Universität zu Kiel. Sie schloss das Studium mit dem Bachelor ab. Ab 2013 absolvierte sie ebenfalls in Kiel ein Masterstudium der Agrarwissenschaft, das sie 2014 abschloss. 2015 arbeitete Schmachtenberg als wissenschaftliche Mitarbeiterin an der Christian-Albrechts-Universität zu Kiel im Bereich Nachhaltigkeitsmanagement. 2016 arbeitete sie wiederum als wissenschaftliche Mitarbeiterin an der Georg-August-Universität Göttingen. Von 2016 bis 2017 war sie als wissenschaftliche Mitarbeiterin bei der CDU Schleswig-Holstein tätig. Von 2017 bis 2018 war Schmachtenberg persönliche Referentin der Ministerin für Bildung, Wissenschaft und Kultur des Landes Schleswig-Holstein, Karin Prien, und von 2018 bis 2020 stellvertretende Büroleiterin und politische Koordinatorin von Ministerin Prien. Von 2020 bis zu ihrem Einzug in den Landtag 2022 hatte sie die stellvertretende Leitung des Spiegelreferats für das Ministerium für Energiewende, Landwirtschaft, Umweltschutz und Digitalisierung in der Staatskanzlei des Landes Schleswig-Holstein inne.
Schmachtenberg ist verheiratet, römisch-katholisch und lebt in Jevenstedt.

## Politik
Schmachtenberg ist Mitglied der CDU. Sie ist seit 2018 stellvertretende Landesvorsitzende der Jungen Union Schleswig-Holstein.
Bei der Landtagswahl in Schleswig-Holstein 2022 stand Schmachtenberg auf der Landesliste ihrer Partei auf Platz 24, der zunächst nicht für den Einzug in das Landesparlament reichte. Nach der Bildung des Kabinetts Günther II und der Berufung von drei CDU-Abgeordneten auf Ämter als Staatssekretäre oder Bevollmächtigte in der Landesregierung rückte sie über die Landesliste nach und wurde am 30. Juni 2022 von der Landtagspräsidentin vereidigt.